# 한국원자력의학원
한국원자력의학원(韓國原子力醫學院, Korea Institute of Radiological Medical Sciences, KIRAMS)은 방사선의 의학적 이용으로 최신 암치료법 개발은 물론 암 치료효율 향상을 위해 1963년 방사선의학연구소로 출발하여 1973년에 원자력병원, 2002년에 원자력의학원으로 개편되었으며, 2007년 3월 방사선및방사성동위원소이용진흥법에 의거 과학기술부 직속의 한국원자력의학원으로 출범한 과학기술정보통신부 산하 기타공공기관이다. 본원은 서울특별시 노원구 노원로 75에 있으며, 2010년 7월 개원한 분원은 부산광역시 기장군 장안읍 좌동길 40에 있다.

## 설립 근거
- 방사선 및 방사성동위원소 이용진흥법 제3장의2

## 연혁
- 1963년 12월 17일: 방사선의학연구소 개소(서울특별시 중구 정동)
- 1973년 2월 17일: 한국원자력연구소 부속 원자력병원으로 개편
- 1984년 10월 22일: 신축 원자력병원 이전 개원(서울특별시 노원구 공릉동)
- 1988년 1월 1일: 한국원자력연구소 부설기관으로 기구 조정
- 2002년 6월 4일: 국가방사선비상진료센터 설치
- 2002년 9월 4일: 원자력의학원 체제 출범
- 2007년 3월 27일: 한국원자력의학원 출범
- 2010년 7월 16일: 동남권원자력의학원 개소(분원)

## 주요기능 및 역할
- 방사선등의 의학적 이용에 관한 사업
- 방사선의학에 관한 연구 및 기술개발
- 방사선의학에 관한 정책연구
- 방사선동위원소의 생산,분배 및 연구
- 국가방사선비상진료, 교육 및 연구개발
- 방사선등의 의학적 이용에 관한 사업, 국가방사선비상진료교육 및 연구개발의 사업성과 보급
- 방사선의학 연구분야의 전문인력 양성
- 방사선의학 연구개발 등의 국내외 협력
- 원자력시설 주변지역의 의료지원사업
- 그 밖에 암병원 등 의학원의 목적달성을 위하여 필요한 사업

## 조직

### 이사회
- 감사
  - 감사실

#### 한국원자력의학원장
- 동남권원자력의학원

##### 방사선의학연구소
- 방사선생명의과학연구부
- 방사선인프라운영부
  - 실험동물센터
  - 방사선비임상센터
  - 방사선의약품생산사업센터
- 연구전략기획부
  - 미래전략정책팀
  - 연구기획팀

##### 원자력병원
- 진료부
  - 내과
  - 비뇨의학과
  - 수술실
  - 호흡기내과
  - 흉부외과
  - 응급실
  - 혈액종양내과
  - 정형외과
  - 사이버나이프센터
  - 심장내과
  - 안과
  - 항암요법센터
  - 내분비내과
  - 피부과
  - 호스피스완화의료센터
  - 신장내과
  - 정신건강의학과
  - 핵의학과
  - 치과
  - 약제과
  - 외과
  - 영상의학과
  - 감염관리팀
  - 성형외과
  - 마취통증의학과
  - 원무팀
  - 신경과
  - 방사선종양학과
  - 고객지원팀
  - 산부인과
  - 진단검사의학과
  - 종합암검진센터
  - 소아청소년과
  - 병리과
  - 이비인후과
  - 가정의학과
- 방사선의학임상연구부
  - 임상시험팀
  - 인체자원관리팀
  - 임상연구지원팀
- 교육수련부
- 간호부
  - 병동과
  - 외래계과
  - 특수계병동과
- 진료지원부
  - 대외진료협력팀
  - QI팀
  - 적정진료지원팀
  - 의무기록과
  - 영양과
- 의료기획조정부
  - 병원기획팀
- 임상연구윤리센터

##### 국가방사선비상진료센터
- 비상진료부
  - 비상진료팀
  - 방재훈련팀
  - 비상진료규제팀
- 방사선피폭연구부
  - 피폭손상치료연구팀
  - 방사선위해도평가팀
- 방사선량평가부
  - 생물선평가팀
  - 보건물리팀
- 정책기획부

##### 신개념치료기술개발플랫폼구축사업단
- RI이용기반연구부
  - 안전성유효성연구팀
  - 방사성의약품공정연구팀
- 사무국
  - 사업관리팀
  - 건설팀

##### 경영기획본부
- 기획부
  - 예산팀
  - 기획팀
  - 전산정보팀
  - 홍보팀
- 행정부
  - 총무인사팀
  - 재무팀
  - 시설장비팀
  - 구매팀
- 안전관리부
  - 안전보안팀
  - 방사선안전관리팀

## 소속기관
- 방사선의학연구소
- 원자력병원
- 동남권원자력의학원
- 국가방사선비상진료센터
- 의료용중입자가속기사업단

## 사건·사고 및 논란

### 서남권원자력의학원
2011년 11월 10일 광주광역시와 전라남도가 이명박 대통령이 취임 당시 공약으로 서남권 주민들의 방사능 관련 안전 등을 위해 광주·전남에 설립키로 언급했던 서남권원자력의학원 유치를 위해 공동추진위원회를 창립하기로 했다. 제4차 원자력진흥종합계획안(2012년~2016년)에 의학원 건립에 대한 내용을 포함시키지 않는 등 정부의 소극적 자세로 의학원 설립 자체가 백지화될 처지에 놓인 이후 경상북도 경주시 등 타 지자체들도 유치 경쟁에 뛰어들면서 그동안 각자 유치 경쟁을 벌였던 광주광역시와 전라남도도 2011년 9월 광역행정협의회를 통해 공동 유치로 기조를 바꿔 공동추진위원회 구성에 합의한 것이다. 공동추진위는 광주·전남 각 8명씩 16명으로 구성됐다.

## 같이 보기
- 한국원자력안전기술원
- 한국원자력통제기술원